# Fiódor Lapavujov
Fiódor Yúrievich Lapavujov (Minsk, 20 de junio de 2003) es un futbolista bielorruso que juega de portero en el PFC CSKA Sofía de la Primera Liga de Bulgaria.

## Selección nacional
Debutó con la selección nacional de Bielorrusia el 11 de junio de 2024 en un amistoso contra Israel. Sustituyó a Sergey Ignatovich en el minuto 80, Israel ganó 4-0.

## Estadísticas

### Clubes
Actualizado al último partido disputado el 7 de noviembre de 2024.
| F. C. Lida · Bielorrusia              | 2.ª           | 2020-21       | 10 | 20 | 0 | 0 | ―  | ―  | 10 | 20 |
| F. C. Lida · Bielorrusia              | Total club    | Total club    | 10 | 20 | 0 | 0 | 0  | 0  | 10 | 20 |
| FK Dinamo Minsk · Bielorrusia         | 1.ª           | 2023          | 20 | 14 | 0 | 0 | 2  | 4  | 22 | 18 |
| FK Dinamo Minsk · Bielorrusia         | 1.ª           | 2024          | 24 | 9  | 6 | 5 | 11 | 13 | 41 | 27 |
| FK Dinamo Minsk · Bielorrusia         | Total club    | Total club    | 44 | 23 | 6 | 5 | 13 | 17 | 63 | 45 |
| Total carrera                         | Total carrera | Total carrera | 54 | 43 | 6 | 5 | 13 | 17 | 73 | 65 |
| (1) Hace referencia a goles encajados |               |               |    |    |   |   |    |    |    |    |

## Palmarés

### Títulos nacionales
| Título                      | Club               | País        | Año  |
| --------------------------- | ------------------ | ----------- | ---- |
| Liga Premier de Bielorrusia | F. K. Dinamo Minsk | Bielorrusia | 2023 |
| Liga Premier de Bielorrusia | F. K. Dinamo Minsk | Bielorrusia | 2024 |